# 2000年シドニーオリンピックのエチオピア選手団
2000年シドニーオリンピックのエチオピア選手団（2000ねんシドニーオリンピックのエチオピアせんしゅだん）は、2000年9月15日から10月1日にかけてオーストラリアのニューサウスウェールズ州シドニーで開催された2000年シドニーオリンピックのエチオピア選手団、およびその競技結果。

## 概要
今大会は金メダル4個、銀メダル1個、銅メダル3個の合計8個のメダルを獲得した。

## メダル
| メダル | 選手名                 | 競技 | 種目         |
| ------ | ---------------------- | ---- | ------------ |
| 金     | ミリオン・ウォルデ     | 陸上 | 男子5000m    |
| 金     | ハイレ・ゲブレセラシエ | 陸上 | 男子10000m   |
| 金     | ゲザハン・アベラ       | 陸上 | 男子マラソン |
| 金     | デラルツ・ツル         | 陸上 | 女子10000m   |
| 銀     | ゲテ・ワミ             | 陸上 | 女子10000m   |
| 銅     | アセッファ・メゼゲブ   | 陸上 | 男子10000m   |
| 銅     | テスファエ・トラ       | 陸上 | 男子マラソン |
| 銅     | ゲテ・ワミ             | 陸上 | 女子5000m    |